# Стенберген, Маррит
Маррит Стенберген (нидерл. Marrit Steenbergen; род. 11 января 2000, Остстеллингверф, Фрисландия) — нидерландская пловчиха, трёхкратная чемпионка мира, многократная чемпионка Европы, победительница Европейских игр.

## Карьера
В 2013 году участвовала в летнем Европейском юношеском Олимпийском фестивале, выиграв там 2 серебряные медали (на 50 м вольным стилем и 100 м вольным стилем).
В июне 2015 года 15-летняя Стенберген соревновалась на Европейских играх в Баку. Она выиграла золотую медаль на дистанции 100 м вольным стилем, опередив россиянку Арину Опёнышеву с временем 53,97 с. Стенберген также завоевала пять серебряных медалей (50 м вольным стилем, 200 м вольным стилем, эстафеты 4×200 м вольным стилем, 4×100 м комплексным плаванием и 4×100 м вольным стилем).
Продолжала выступать в том же сезоне на чемпионате мира по водным видам спорта в Казани, участвовала в двух эстафетах, причем в обоих выиграла медали. В эстафете 4 по 100 м вольным стилем, она плыла на втором этапе в квалификации, и на третьем в финале. Помимо этого, она выиграла серебряную медаль в составе смешанной эстафеты 4 по 100 метров вольным стилем, выступая на третьем этапе квалификации, но в финале её заменили другой пловчихой.
На чемпионате Европы на короткой воде в декабре 2015 года завоевала первую международную медаль чемпионатов на высоком уровне. Она выиграла бронзовую медаль на дистанции 100 метров комплексным плаванием, преодолев её за 59 секунд ровно. Голландка уступила лишь Катинке Хоссу, которая побила мировой рекорд, и Шиван-Мари О’Коннор.

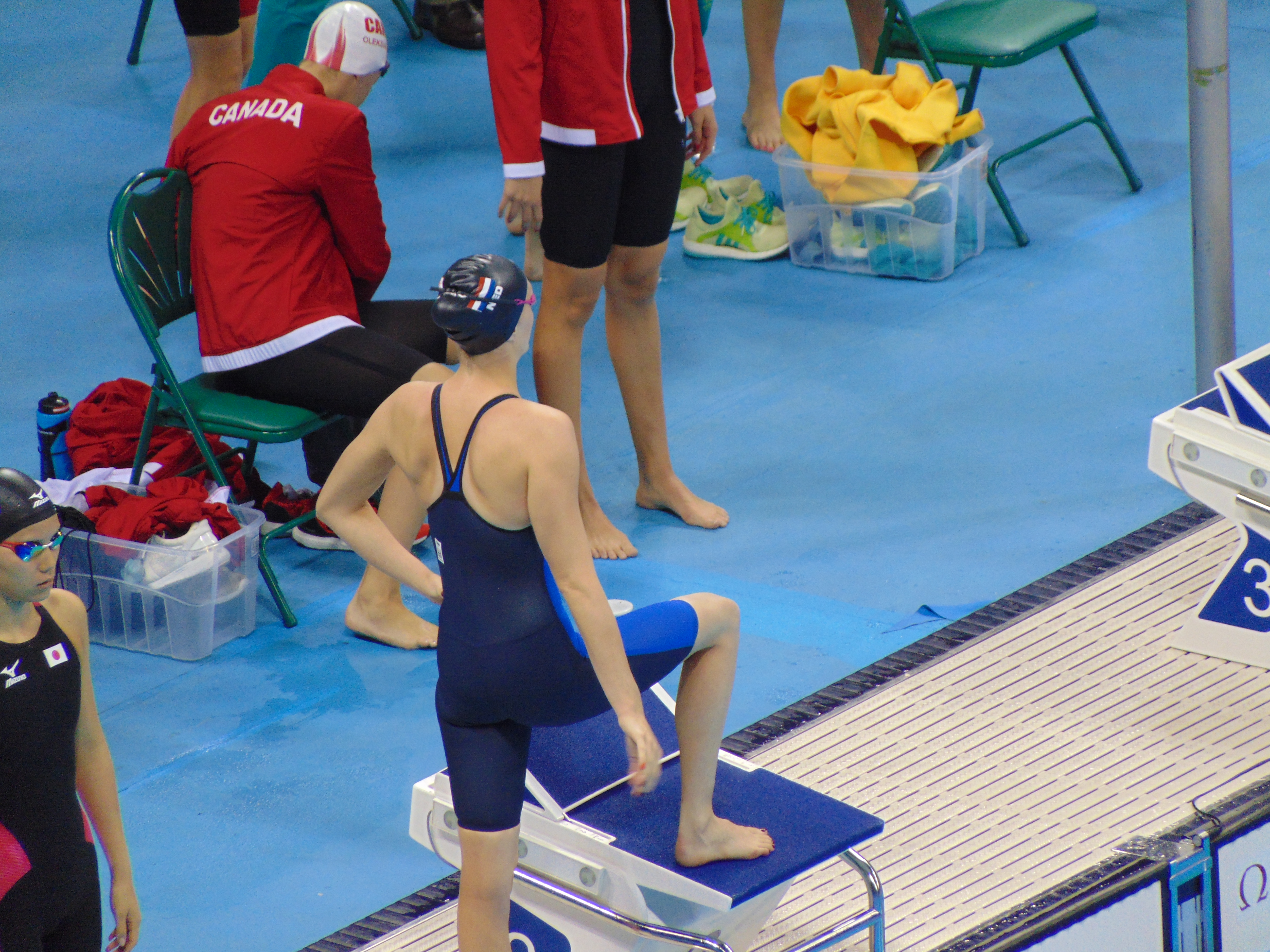
Стенберген во время Олимпийских игр 2016 в Рио

Стенберген завоевала право участия на летних Олимпийских играх 2016 года в Рио-де-Жанейро в эстафетах 4 по 100 и 4 по 200 метров вольным стилем.
В эстафете 4 по 100 метров вольным стилем команда заняла 4-е место в финале, а Стенберген плыла первый этап. Она также участвовала в 200-метровой дистанции комплексным плаванием, финишировав 34-й в отборочных заплывах.
В мае 2021 года на чемпионате Европы в Венгрии в смешанной эстафете 4 по 100 метров вольным стилем завоевала серебряную медаль. Ранее также стала серебряным призёром в женской эстафете 4 по 100 метров вольным стилем.
в 2025 году на чемпионате мира в Сингапуре на дистанции 100 метров вольным стилем завоевала золотую медаль. 